# Cerekvice nad Bystřicí
Cerekvice nad Bystřicí település Csehországban, a Jičíni járásban. Cerekvice nad Bystřicí Benátky, Hněvčeves, Hořiněves, Jeřice, Boháňka és Velký Vřešťov településekkel határos. Lakosainak száma 779 fő (2024. január 1.).

## Népesség
A település lakosságának változását az alábbi diagram mutatja:
| Lakosok száma | 1300 | 1153 | 998  | 739  | 594  | 773  | 788  | 790  | 777  | 779  |
|               | 1869 | 1890 | 1921 | 1950 | 1980 | 2001 | 2017 | 2019 | 2022 | 2024 |